# Essex County (New York)
Essex County je okresem amerického státu New York založený v roce 1799 rozdělením okresu Clinton. Správním střediskem je sídlo Elizabethtown s 1 315 obyvateli v roce 2000.
Sousedí s okresem Clinton na severu, Chittenden (stát Vermont) na severovýchodě, Addison (stát Vermont) na východě, s okresem Washington a Warren na jihu, Hamilton na jihozápadě a s okresem Franklin na severozápadě.
Počet obyvatel: 38 649 (v roce 2006), 38 851 (v roce 2000)
Ženy: 48,0 % (v roce 2005).